# België op het Europees kampioenschap voetbal 1972
België was een van de deelnemers op het Europees kampioenschap voetbal 1972 in eigen land. Het was de eerste deelname voor het land. Raymond Goethals nam als bondscoach voor de eerste en tevens laatste keer deel aan het EK. De "Witte" Duivels sneuvelden in de halve finale en wonnen nadien de troostfinale.

## Kwalificatie
Enkel de vier laatste landen mochten deelnemen aan de eindronde van het EK. Tot en met de kwartfinale werd er met een heen- en terugwedstrijd gewerkt. In de groepsfase belandde België in groep van Portugal, Schotland en Denemarken.
De Witte Duivels van Raymond Goethals rondden eerst hun thuiswedstrijden af. In november 1970 versloegen ze Denemarken met 2-0 na twee treffers van Johan Devrindt. Enkele maanden later ging ook Schotland zonder veel moeite voor de bijl. Het werd 3-0 na een eigen doelpunt van Ronald McKinnon en twee goals van aanvoerder Paul Van Himst. Portugal, dat beschouwd werd als de grootste concurrent van de Belgen, verloor eveneens met 3-0. Ditmaal was het Raoul Lambert die twee keer de netten bol zette. André De Nul zorgde voor de derde treffer.
In Denemarken kenden de Duivels meer moeite. Opnieuw Devrindt trok zijn team over de streep. Met twee goals in 10 minuten bezorgde hij België een 1-2 zege. Aanvoerder Kresten Bjerre, toen actief bij RWDM, zorgde voor het enige Deense doelpunt. In Schotland verloor België voor het eerst. John O'Hare van Derby County maakte het enige doelpunt van de wedstrijd. De Belgen mochten door de nederlaag niet verliezen in Portugal. De Portugezen, die over sterspelers als Eusébio en José Torres beschikten, waren favoriet. Vooal de boomlange spits Torres leek een gevaar te worden. Daarom rekende bondscoach Goethals op de stevige verdediger André Stassart. De risicovolle selectie - Stassart stond niet echt bekend als een natuurtalent - draaide volledig uit in het voordeel van de Belgen. Torres kwam niet tot scoren, sterker nog het was Raoul Lambert die de Belgen op voorsprong bracht. Pas in het slot kon Portugal via een strafschop gelijkmaken.
Als groepswinnaar was België geplaatst voor de kwartfinale. De Duivels moesten het opnemen tegen Italië. In het Stadio Giuseppe Meazza in Milaan kwam geen van beide teams tot scoren. In de spannende terugwedstrijd in het Stade Émile Versé, de thuishaven van RSC Anderlecht, trapten Wilfried Van Moer en Paul Van Himst de Belgen op voorsprong. De sterk spelende Van Moer brak na zijn doelpunt wel zijn been na een gemene tackle van Mario Bertini. Ondanks het uitvallen van Van Moer konden de Italianen geen vuist maken en scoorden ze pas in het slot tegen. Met nog enkele minuten op de klok mocht Luigi Riva een strafschop omzetten: 2-1. Door de zege mocht België deelnemen aan het eindtoernooi.

### Kwalificatieduels
| 25 november 1970 | België     | 2 – 0 | Denemarken |
| 3 februari 1971  | België     | 3 – 0 | Schotland  |
| 17 februari 1971 | België     | 3 – 0 | Portugal   |
| 26 mei 1971      | Denemarken | 1 – 2 | België     |
| 10 november 1971 | Schotland  | 1 – 0 | België     |
| 21 november 1971 | Portugal   | 1 – 1 | België     |

### Eindstand
|   | Land       | Wed | W | G | V | DV | DT | DS | Pnt |
| - | ---------- | --- | - | - | - | -- | -- | -- | --- |
| 1 | België     | 6   | 4 | 1 | 1 | 11 | 3  | +8 | 9   |
| 2 | Portugal   | 6   | 3 | 1 | 2 | 10 | 6  | +4 | 7   |
| 3 | Schotland  | 6   | 3 | 0 | 3 | 4  | 7  | -3 | 6   |
| 4 | Denemarken | 6   | 1 | 0 | 5 | 2  | 11 | -9 | 2   |

### Kwartfinale
| 29 april 1972 | Italië | 0 – 0 | België |
| 13 mei 1972   | België | 2 – 1 | Italië |

## Het Europees kampioenschap
België kon in de halve finale niet rekenen op Van Moer, die nog steeds revalideerde van de tegen Italië opgelopen beenbreuk. In de halve finale namen de Belgen het op tegen West-Duitsland, dat over sterspelers als Franz Beckenbauer, Gerd Müller, Günter Netzer en Uli Hoeneß beschikte. De makkelijk scorende spits Gerd Müller telde de Belgen met twee treffers uit. Invaller Odilon Polleunis kon in het slot nog milderen. West-Duitsland zou wat later ook de finale winnen en zich twee jaar later tot wereldkampioen kronen.
België stond in de troostfinale tegenover de verliezer uit de andere halve finale: Hongarije. Aanvallers Paul Van Himst en Raoul Lambert, die ook in de kwalificatiecampagne belangrijk waren voor hun land, brachten de Duivels op voorsprong. In de tweede helft zorgde Lajos Kű voor de aansluitingstreffer, maar de zege kwam niet meer in gevaar. België sloot het EK af als derde.

### Technische staf
| Naam             | Functie           |
| ---------------- | ----------------- |
| Technische staf  |                   |
| Raymond Goethals | Bondscoach        |
| Julien Labeau    | Assistent-trainer |

### Selectie
| Naam              | GW |   |   |   |   | Club              |
| ----------------- | -- | - | - | - | - | ----------------- |
| Christian Piot    | 2  | 0 | 0 | 0 | 0 | Standard Luik     |
| Luc Sanders       | 0  | 0 | 0 | 0 | 0 | Club Brugge       |
| Léon Dolmans      | 2  | 0 | 0 | 0 | 0 | Standard Luik     |
| Georges Heylens   | 2  | 0 | 0 | 0 | 0 | RSC Anderlecht    |
| Maurice Martens   | 1  | 0 | 0 | 0 | 1 | RWDM              |
| Jean Thissen      | 2  | 0 | 0 | 0 | 0 | Standard Luik     |
| Gilbert Van Binst | 0  | 0 | 0 | 0 | 0 | RSC Anderlecht    |
| Léon Semmeling    | 2  | 0 | 0 | 0 | 0 | Standard Luik     |
| Johnny Thio       | 0  | 0 | 0 | 0 | 0 | Club Brugge       |
| Erwin Vandendaele | 2  | 0 | 0 | 0 | 0 | Club Brugge       |
| Jan Verheyen      | 2  | 0 | 0 | 0 | 0 | RSC Anderlecht    |
| Jean Dockx        | 2  | 0 | 0 | 0 | 0 | RSC Anderlecht    |
| François Janssens | 0  | 0 | 0 | 0 | 0 | Lierse SK         |
| Raoul Lambert     | 2  | 1 | 0 | 0 | 0 | Club Brugge       |
| Odilon Polleunis  | 2  | 1 | 0 | 1 | 0 | Sint-Truidense VV |
| Jacques Teugels   | 0  | 0 | 0 | 0 | 0 | RWDM              |
| Paul Van Himst    | 2  | 1 | 0 | 0 | 0 | RSC Anderlecht    |

### Wedstrijden

#### Halve finale
|                    |               |       |                 |                                                                                             |
| 14 juni 1972 20:00 | België        | 1 – 2 | West-Duitsland  | Bosuilstadion, Antwerpen Toeschouwers: 55.669 Scheidsrechter: William J. Mullan (Schotland) |
| 14 juni 1972 20:00 | Polleunis 83' |       | 24', 71' Müller | Bosuilstadion, Antwerpen Toeschouwers: 55.669 Scheidsrechter: William J. Mullan (Schotland) |

| België | West-Duitsland |

| België:          |                   |     |
|                  |                   |     |
| GK               | Christian Piot    |     |
| RB               | Georges Heylens   |     |
| CB               | Erwin Vandendaele |     |
| CB               | Jean Thissen      |     |
| LB               | Léon Dolmans      |     |
| CM               | Jean Dockx        |     |
| CM               | Jan Verheyen      |     |
| CM               | Maurice Martens   | 70' |
| RW               | Léon Semmeling    |     |
| CF               | Paul Van Himst    |     |
| LW               | Raoul Lambert     |     |
| Invallers:       |                   |     |
| FW               | Odilon Polleunis  | 70' |
| Coach:           |                   |     |
| Raymond Goethals |                   |     |

| West-Duitsland: |                          |     |
|                 |                          |     |
| GK              | Sepp Maier               |     |
| RB              | Horst-Dieter Höttges     |     |
| CB              | Franz Beckenbauer        |     |
| CB              | Hans-Georg Schwarzenbeck |     |
| LB              | Paul Breitner            |     |
| CM              | Herbert Wimmer           |     |
| CM              | Uli Hoeneß               | 58' |
| CM              | Günter Netzer            |     |
| FW              | Jupp Heynckes            |     |
| FW              | Gerd Müller              |     |
| FW              | Erwin Kremers            |     |
| Invallers:      |                          |     |
| MF              | Jürgen Grabowski         | 58' |
| Coach:          |                          |     |
| Helmut Schön    |                          |     |

#### Troostfinale
|                    |               |       |                           |                                                                                               |
| 17 juni 1972 16:00 | Hongarije     | 1 – 2 | België                    | Stade Maurice Dufrasne, Luik Toeschouwers: 6.184 Scheidsrechter: Johan Einar Boström (Zweden) |
| 17 juni 1972 16:00 | Kű 53' (pen.) |       | 24' Lambert 28' Van Himst | Stade Maurice Dufrasne, Luik Toeschouwers: 6.184 Scheidsrechter: Johan Einar Boström (Zweden) |

| Hongarije | België |

| Hongarije:       |                 |     |
|                  |                 |     |
| GK               | István Géczi    |     |
| DF               | Tibor Fábián    |     |
| DF               | Miklos Páncsics |     |
| DF               | Laszlo Bálint   |     |
| DF               | Péter Juhász    |     |
| MF               | István Juhász   |     |
| MF               | Lajos Kű        |     |
| MF               | Flórián Albert  |     |
| FW               | Mihály Kozma    |     |
| FW               | Antal Dunai     |     |
| FW               | Sándor Zámbó    | 46' |
| Invallers:       |                 |     |
| FW               | Lajos Szűcs     | 46' |
| Coach:           |                 |     |
| Rudolf Illovszky |                 |     |

| België:          |                   |
|                  |                   |
| GK               | Christian Piot    |
| RB               | Georges Heylens   |
| CB               | Erwin Vandendaele |
| CB               | Jean Thissen      |
| LB               | Léon Dolmans      |
| CM               | Jean Dockx        |
| CM               | Jan Verheyen      |
| CM               | Odilon Polleunis  |
| RW               | Léon Semmeling    |
| CF               | Paul Van Himst    |
| LW               | Raoul Lambert     |
| Coach:           |                   |
| Raymond Goethals |                   |

KBVB · A-internationals · Selecties · Statistieken · Bondscoaches · Belgisch vrouwenelftal · Olympisch elftal · België U21 · België U20 · België U19 · België U18 · België U17 · België U16 · Vrouwen U19 · Vrouwen U17
Albanië ·
Algerije ·
Andorra ·
Argentinië ·
Armenië ·
Australië ·
Azerbeidzjan ·
Bosnië en Herzegovina · 
Brazilië ·
Bulgarije ·
Burkina Faso ·
Canada ·
Chili ·
Colombia ·
Costa Rica ·
Cyprus ·
DDR ·
Denemarken ·
Duitsland ·
Egypte ·
El Salvador ·
Engeland ·
Estland ·
Faeröer ·
Finland ·
Frankrijk ·
Gabon ·
Gibraltar ·
Griekenland ·
Hongarije ·
Ierland ·
IJsland ·
Irak ·
Israël ·
Italië ·
Ivoorkust ·
Japan ·
Joegoslavië ·
Kazachstan ·
Kroatië · 
Letland ·
Litouwen ·
Luxemburg ·
Malta ·
Marokko ·
Mexico ·
Montenegro · 
Nederland ·
Noord-Ierland ·
Noord-Macedonië ·
Noorwegen ·
Oekraïne ·
Oostenrijk ·
Panama · 
Paraguay ·
Peru ·
Polen ·
Portugal ·
Qatar ·
Roemenië ·
Rusland ·
San Marino ·
Saoedi-Arabië ·
Schotland ·
Servië ·
Servië en Montenegro ·
Slovenië ·
Slowakije ·
Sovjet-Unie ·
Spanje ·
Tsjechië ·
Tsjecho-Slowakije ·
Tunesië · 
Turkije · 
Uruguay · 
Verenigde Staten · 
Wales · 
Wit-Rusland ·
Zambia · 
Zuid-Korea · 
Zweden · 
Zwitserland
Algerije (2014) ·
Argentinië (2014) · 
Brazilië (2018) · 
Canada (2022) · 
Denemarken (2021) · 
Engeland (2018, 1) · 
Engeland (2018, 2) · 
Finland (2021) · 
Frankrijk (1904) ·
Frankrijk (2018) · 
Ierland (2016) · 
Italië (2016) · 
Italië (2021) · 
Japan (2018) · 
Kroatië (2022) · 
Marokko (2022) · 
Nederland (1985) · 
Panama (2018) ·
Polen (1982) · 
Portugal (2021) · 
Rusland (2014) · 
Rusland (2021) · 
Sovjet-Unie (1982) · 
Tunesië (2018) · 
Verenigde Staten (2014) ·
West-Duitsland (1980) · 
Zuid-Korea (2014)